# Refrescament
El refrescament
 és una de les principals tècniques que es duen a terme amb l'objectiu de mantenir la continuïtat dels recursos digitals i fer front a l'obsolescència dels suports, actualitzant el suport i mantenint intacte el contingut.
Generalment, la tècnica de refrescament es classifica entre les principals estratègies de preservació digital, juntament amb la migració i l'emulació. Això no obstant, aquesta tècnica es considera com una acció imprescindible per poder garantir l'èxit dels posteriors mètodes utilitzats per tal de preservar documents digitals.

## En què consisteix el refrescament
El refrescament (refreshing) consisteix en la renovació del suport en el qual està emmagatzemat el document digital per un suport nou i, generalment més actualitzat, per tal d'evitar la pèrdua d'aquestes dades. Aquesta acció respecte a la integritat i la identitat de les dades emmagatzemades al suport, és a dir, no es realitza cap canvi en el contingut.
L'objectiu principal d'utilitzar aquesta tècnica és proporcionar accés als recursos digitals malgrat els canvis tecnològics que es produeixen a un ritme molt ràpid. S'ha de tenir present que l'entorn tecnològic està en constant evolució i canvi i això provoca que els suports físics d'emmagatzematge tinguin un cicle de vida limitat. A més d'aquesta obsolescència tecnològica, un altre factor que fa necessari el refrescament és l'envelliment o deteriorament del suport, donat per la mateixa fragilitat d'aquest. Encara que la renovació periòdica del medi d'emmagatzematge és essencial per tal de mantenir l'accés als recursos digitals i la seva preservació, no garanteix una solució perdurable per tal de garantir la preservació a llarg termini, sinó que encara s'ha de fer front a l'obsolescència tecnològica a causa dels formats en els quals es troben els recursos digitals. Per tant, el refrescament no s'ha de considerar una tècnica aïllada sinó una acció a realitzar periòdicament juntament amb altres estratègies que assegurin la perdurabilitat de la preservació digital.
Una altra opció que es té en compte per tal d'evitar la pèrdua de les dades és l'emmagatzematge en línia, que consisteix a conservar la informació en servidors en línia (html, xml).
Malgrat la seva similitud amb les còpies de seguretat s'ha d'especificar que el refrescament sempre substitueix el suport obsolet o degradat per un suport més nou i actualitzat, el qual ofereixi una durada de vida més llarga. En canvi, la còpia de seguretat no necessàriament utilitza un suport diferent, a més del fet que la informació emmagatzemada si que pateix canvis a partir de les actualitzacions que s'han de realitzar periòdicament per tal d'assegurar la recuperació màxima d'aquesta informació.

## Freqüència amb què es realitza
Com s'ha comentat anteriorment, el refrescament és una acció que s'ha de realitzar periòdicament, ja que està condicionada per l'obsolescència tecnològica i, per tant, condicionada per la durabilitat efímera dels suports físics. Això no obstant, aquesta periodicitat pot variar depenent de diferents factors que poden causar un deteriorament més ràpid en els suports, com és el cas de les condicions ambientals a les quals estan exposats, els usos que es fan d'ells, el tipus de suport i la seva qualitat.
Per tant, la freqüència amb la que s'ha de realitzar la renovació dels medis d'emmagatzematge s'ha de fixar en la política de preservació de cada centre basant-se en els factors exposats anteriorment i tenint en compte també les recomanacions fetes pels mateixos fabricants dels suports.

### Tipus d'ús dels suports digitals
La utilitat que se li dona a un recurs digital condiciona molt la durada de vida del seu suport físic, ja que si un recurs digital s'utilitza amb molta freqüència és inevitable tenir en compte que el suport físic en el qual està emmagatzemat es deteriorarà abans que un suport físic que tan sols s'ha utilitzat un parell de vegades.
Això no obstant, també s'ha de tenir en compte que un suport mai utilitzat pot córrer el mateix risc de degradació que un suport utilitzat amb molta freqüència, ja que el primer pot perdre completament la seva funcionalitat.

### Condicions d'emmagatzemament
Els suports físics estan exposats a una sèrie de factors externs que acceleren la seva degradació. Aquests factors externs venen donats per les condicions d'emmagatzematge dels suports físics, les quals si no compleixen amb els estàndards recomanats per tal d'aconseguir una bona preservació dels suports poden ocasionar danys irreparables. Aquests estàndards consisteixen a mantenir les condicions ambientals, de temperatura i humitat, adequades, procurar la higiene dels llocs d'emmagatzematge evitant la pols i altres brutícies i procurar unes bones pràctiques de manipulació dels materials.

### Expectativa de vida dels suports digitals
Els fabricants dels suports físics recomanen un període de vida depenent del tipus de suport, el tipus de material amb el qual s'ha creat, el procés de fabricació i la seva qualitat.
Això no obstant, l'expectativa de vida inicial pot variar segons els factors que s'han comentat anteriorment, ja que una mala utilitat del suport o unes condicions d'emmagatzematge no adequades poden accelerar el procés de degradació dels suports i provocar la seva obsolescència ràpidament.

## Avantatges
- S'evita la pèrdua de dades gravades en suports que irremeiablement tenen una vida útil limitada.
- Proporcionen accés a les dades malgrat els canvis tecnològics que es produeixen constantment.
- Protegeix la integritat i la identitat de les dades, evitant qualsevol canvi en aquestes.
- S'aconsegueix mantenir al mateix nivell tecnològic els suports i els reproductors, garantint l'accessibilitat a les dades.
- És una tècnica relativament barata i fàcil d'implementar en qualsevol política de preservació digital de qualsevol institució.

## Inconvenients
- Es poden produir canvis inesperats en les dades gravades provocats pel procés de transferència d'un suport a un altre.
- No soluciona el problema de l'obsolescència tecnològica relatiu als formats dels recursos digitals.
- No ofereix una solució definitiva a la preservació digital.
- És una tècnica que no es pot utilitzar de manera aïllada, sinó combinant-la amb altres estratègies de preservació.